# Por fin
"Por Fin" é uma canção do cantor e compositor espanhol Pablo Alborán, contida em seu terceiro álbum de estúdio Terral (2014). A faixa foi composta pelo próprio e produzida por Eric Rosse. A faixa foi lançada em 16 de setembro de 2014 como primeiro single do projeto.

## Antecedentes e composição
A capa da obra foi divulgada em 1 de setembro em sua página no Instagram. Exemplos de versos de "Por fin" são "Tú me has hecho mejor de lo que era y entregaría mi voz a cambio de una vida entera", trecho que o artista havia divulgado em suas páginas nas redes sociais.
"Por fin" é uma balada que fala sobre amor profundo com um clima visceral mergulhado nos vocais flamenco-pop que o distinguem. A faixa foi escrita pelo próprio artista e produzida por Eric Rosse.

## Vídeo musical
O vídeo acompanhante, filmado em Madrid, foi dirigido por Pedro Castro e publicado em 15 de setembro. O artista explicou o conceito do vídeo em entrevista a People en Español: "O amor passa por muitas etapas e nós queríamos transmitir essa fase através da mudança de natureza climática". "[Eu estava] brincando com efeitos especiais simples [...] [Queria] me ver sozinho na imensidão do deserto, como se estivesse dilatando na solidão e [gritando] que o amor é maravilhoso e nos faz poder ser melhor do que somos. Esse é o espírito!"

## Desempenho nas tabelas musicais
| Tabela musical (2014)           | Melhor posição |
| ------------------------------- | -------------- |
| Espanha (Spanish Singles Chart) | 1              |

## Histórico de lançamento
| País           | Data                   | Formato          | Gravadora    |
| -------------- | ---------------------- | ---------------- | ------------ |
| Brasil         | 16 de setembro de 2014 | Download digital | Warner Music |
| Espanha        | 16 de setembro de 2014 | Download digital | Warner Music |
| Estados Unidos | 16 de setembro de 2014 | Download digital | Warner Music |
| México         | 16 de setembro de 2014 | Download digital | Warner Music |
| Portugal       | 16 de setembro de 2014 | Download digital | Warner Music |